# Rubery Owen
La Rubery Owen est une société d'ingénierie britannique fondée en 1884 à Darlaston, dans les West Midlands.
L'entreprise est fondée en 1884 par John Tunner Rubery (1849-1920) et ses deux frères. l'entreprise prendra par la suite le nom de Rubery Owen et devient la plus grande entreprise familiale privée de Grande-Bretagne

## Historique

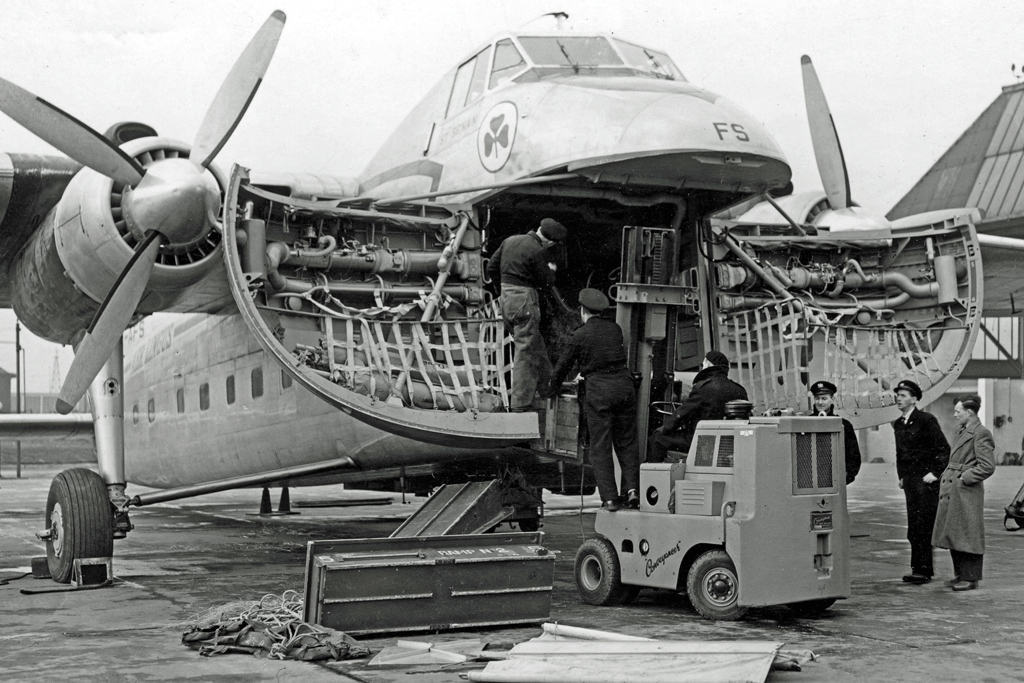
Chariot élévateur à fourche Conveyancer de Warrington chargeant un avion Bristol 170 Freighter à l'Aéroport de Manchester en 1952

L'entreprise est fondée en 1884 par John Tunner Rubery (1849-1920) et ses deux frères (Samuel 1844-1910 et Thomas William 1856-1925), en tant qu'usine sidérurgique fabriquant des portes et des clôtures. En 1893, les deux frères sont remplacés par un ingénieur diplômé, Alfred Owen, et en 1903, l'entreprise prendra le nom de Rubery Owen et devient la plus grande entreprise familiale privée de Grande-Bretagne.
Lorsque John T Rubery prend sa retraite en 1910, sa part dans la société est racheté par Alfred Owen et en 1912, la société se développera dans les domaines de l'ingénierie aéronautique, des cadres de moteur et de la toiture, en plus de la fabrication de clôtures toujours en activité.
La société s'est diversifiée au cours des années 1920 et 1930 avec la production de cellules métalliques, d'équipements de stockage de métaux, de poulies en acier et de plaques de blindage. L'entreprise acquiert également une société hydraulique Warrington Conveyancer Fork Trucks Ltd qui est devenue Rubery Owen Conveyancer et qui aurait conçu et produit le premier chariot élévateur au Royaume-Uni en 1946.
Pendant la Seconde Guerre mondiale, ils se sont concentrés sur le soutien de l'effort de guerre, la production de pièces pour les avions militaires et les casques Brodie. En 1956, ils concevaient et fabriquaient des trains d'atterrissage pour avions. La société disposait d'un grand banc d'essai où le train était maintenue, la roue tournant jusqu'à la vitesse d'atterrissage équivalente puis tombait sur le "sol" pour simuler le processus d'atterrissage. Un équipement de mesure permettait d'enregistrer les contraintes.
Les têtes de culasse de la première production de Rubery Owen d'après-guerre ont été marquées simplement par "RO", puis "Rubery Owen" a été précisé. Ces boulons ont été utilisés par un grand nombre d'usines britanniques construisant des véhicules à moteur, automobiles et motos notamment.
Après la guerre, l'entreprise élargi sa gamme de produits d'ingénierie pour inclure des charrues pour tracteurs Ferguson, des emboutissages métalliques, des fixations, des composants de véhicules automobiles et des composants en acier de construction pour l'industrie du bâtiment.